# Hypsipteryx
Hypsipteryx Drake, 1961, è un genere di Insetti dell'Ordine dei Rincoti Eterotteri, compreso nella superfamiglia dei Dipsocoroidea. Il genere, comprendente esclusivamente specie tropicali, è l'unico rappresentato nella famiglia Hypsipterygidae Drake, 1961.

## Morfologia e habitat
Gli Hypsipteryx sono insetti di piccole dimensioni affini ai Tingidi, con corpo appiattito in senso dorso ventrale e lungo 2-3 mm. Il capo ha antenne con il terzo segmento notevolmente lungo e rostro di quattro segmenti diritto, con il quarto segmento molto più lungo dei primi tre.
Il torace mostra il pronoto espanso lateralmente e percorso da tre creste longitudinali. Le ali anteriori sono sclerificate ed espanse, con nervature rilevate che delimitano nove cellule e con superficie disseminata di areole. Le zampe sono sottili e provviste di tarsi biarticolati.
L'addome presenta espansioni laterali dei tergiti (laterotergiti). L'apparato genitale femminile è provvisto di ovopositore. I maschi hanno le armature genitali asimmetriche.
Gli Hypsipterigidae sono presenti solo nella regione afrotropicale e nella regione orientale. Poco si conosce della loro biologia, ricavato principalmente dalle informazioni relative al ritrovamento degli esemplari e alla loro morfologia. In particolare, gli esemplari delle specie africane sono stati prelevati dalla lettiera e da legno marcescente. Per la forma delle zampe si ritiene che siano incapaci di spiccare salti.

## Sistematica
Come detto in precedenza, la famiglia Hypsipterygidae è rappresentata esclusivamente dal genere Hypsipteryx, con specie a diffusione tropicale trovate in Uganda, Angola e Sudest asiatico.